# Cá nóc hòm tròn lưng
Cá nóc hòm tròn lưng (danh pháp: Ostracion cubicum) là một loài cá biển thuộc chi Ostracion trong họ Cá nóc hòm. Loài này được mô tả lần đầu tiên vào năm 1758.
Tên gọi của chi là loại từ trung tính, do đó tên gọi của loài phải là một tính từ, tức thay cubicus thành cubicum.

## Từ nguyên
Tính từ định danh cubicum trong tiếng Latinh mang nghĩa là "có hình hộp", hàm ý đề cập đến hình dạng giống như khối hộp của loài cá này.

## Phân bố và môi trường sống
Cá nóc hòm tròn lưng có phân bố rộng khắp khu vực Ấn Độ Dương - Thái Bình Dương, gồm cả Biển Đỏ, từ Đông Phi trải dài về phía đông đến quần đảo Hawaii và Tuamotu, ngược lên phía bắc đến Hàn Quốc và Trung Nhật Bản, giới hạn phía nam đến đảo Lord Howe, Bắc New Zealand (gồm cả quần đảo Kermadec) và đảo Rapa Iti. Loài này có mặt tại vùng biển Việt Nam, bao gồm cả quần đảo Hoàng Sa và quần đảo Trường Sa.
Cá nóc hòm tròn lưng lần đầu được biết đến ở Địa Trung Hải qua một mẫu vật được thu thập ở bờ bắc Liban. Kể từ đó cho đến năm 2021, loài này được ghi nhận rải rác từ bắc vào nam Liban. Ngoài ra, cá nóc này cũng đã mở rộng phạm vi về phía bắc đến vịnh Antalya (tỉnh Antalya, Thổ Nhĩ Kỳ).
Cá nóc hòm tròn lưng sống trên rạn viền bờ và đầm phá; cá con thường tập trung gần các cụm san hô nhánh Acropora, độ sâu có thể lên đến 280 m.

## Mô tả

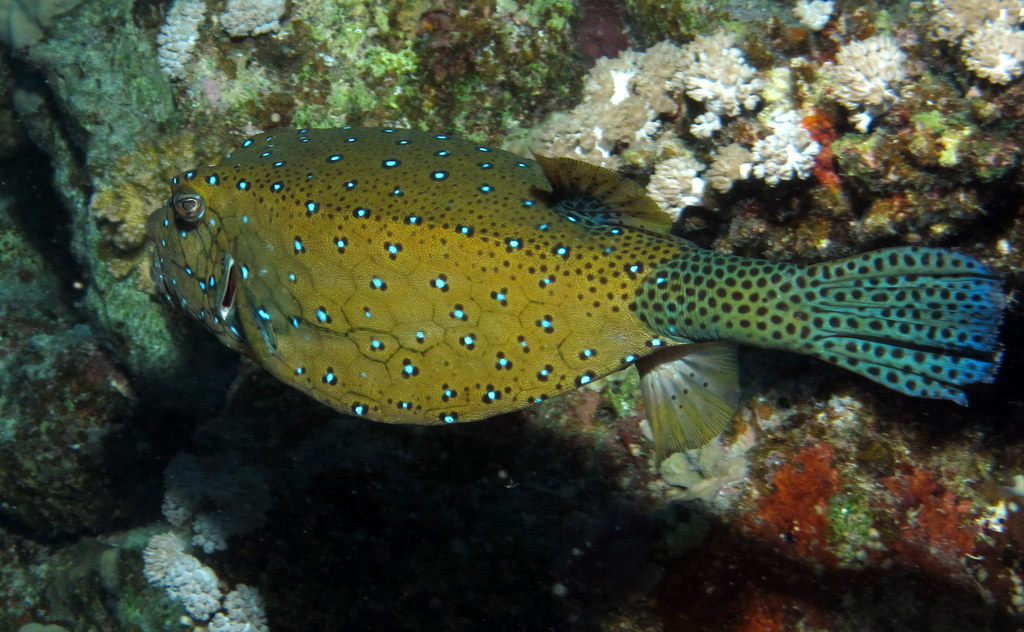
Cá trưởng thành

Chiều dài cơ thể lớn nhất được ghi nhận ở cá nóc hòm tròn lưng là 45 cm. Cá trưởng thành có bướu nhô lên ở trước mõm. Cá con màu vàng với những đốm tròn đen to gần bằng mắt. Chính giữa các tấm vảy xương vỏ hộp có các đốm trắng bao quanh bằng vòng đen hoặc các chấm đen (trong đó chấm trung tâm màu trắng thường lớn hơn các chấm xung quanh màu đen) hoặc chỉ là một chấm đen. Những con lớn hơn hơi sẫm nâu hoặc là màu nâu ánh xanh lam.
Số tia vây ở vây lưng: 8–9; Số tia vây ở vây hậu môn: 9; Số tia vây ở vây ngực: 10–11.

## Sinh thái
Thức ăn của cá nóc hòm tròn lưng chủ yếu là tảo, bên cạnh đó là những loài thủy sinh không xương sống như động vật thân mềm, hải miên, giun nhiều tơ, động vật giáp xác, trùng lỗ, và cá nhỏ.
Theo nghiên cứu của Văn Lệ và cộng sự (2006), chưa phát hiện độc tính ở cá nóc hòm tròn lưng (không gây chết người khi ăn dưới 1000 g cá nóc có chứa lượng độc dưới 10 MU/g).

## Thương mại
Cá nóc hòm tròn lưng thường xuất hiện trong ngành thương mại cá cảnh.